# Eupithecia agnesata
Eupithecia agnesata là một loài bướm đêm trong họ Geometridae.